# 恆春郡

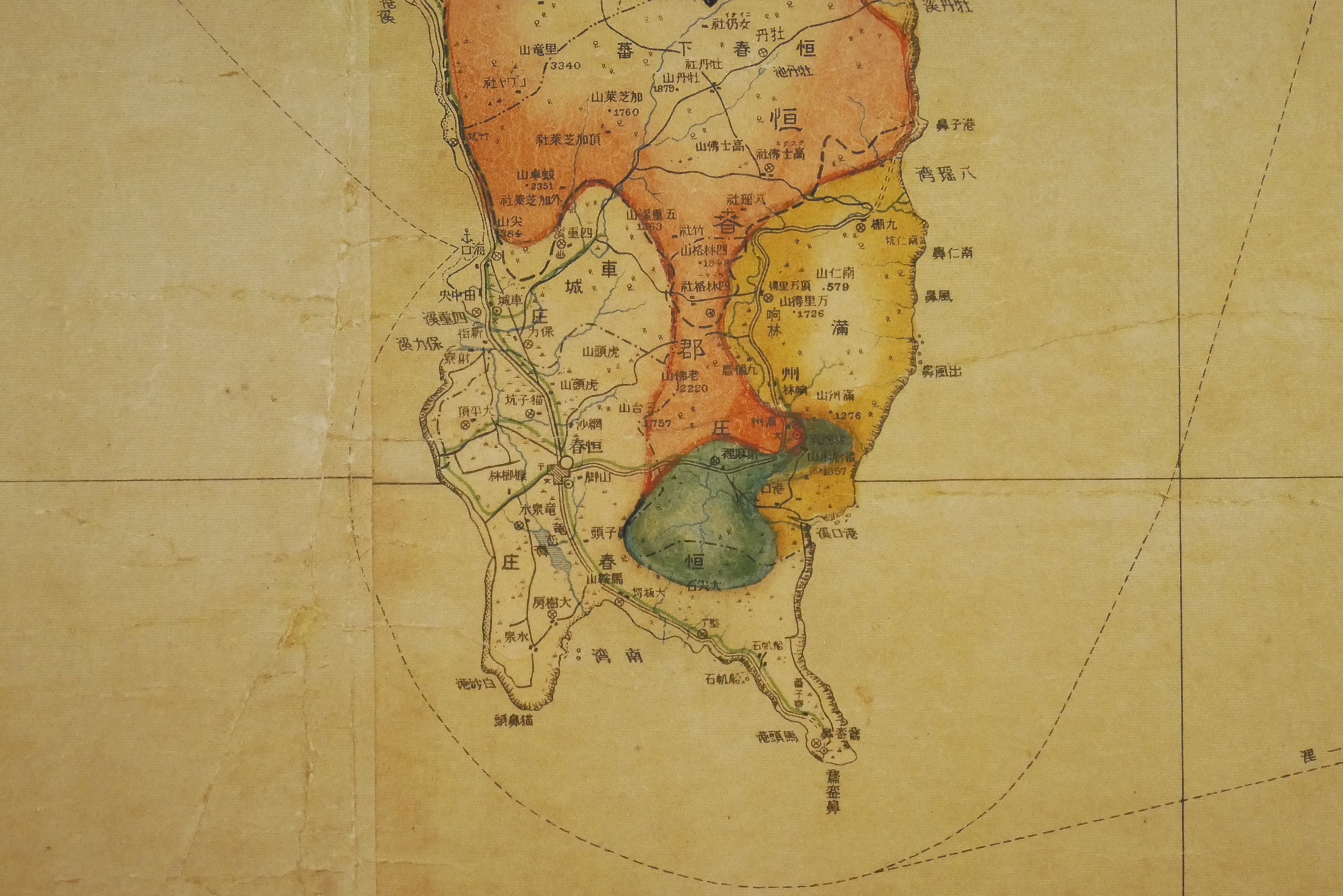
〈高砂族分布圖〉（複製品）恆春郡部分

恆春郡為台灣日治時期的行政區劃之一。該郡隸屬高雄州。
恆春郡役所設於恆春街。恆春郡管轄恆春街、車城庄、滿州庄及不設街庄的蕃地。恆春郡轄域即今屏東縣恆春鎮、車城鄉、滿州鄉、牡丹鄉等地。
臺灣著名電影《海角七號》在劇中虛擬「恆春郡海角7番地」之地名。但事實上恆春郡下之街、庄皆無「海角」大字。

## 統計
| 街庄名 | 面積 (km²) | 人口 (人) | 人口 (人) | 人口 (人) | 人口 (人) | 人口 (人) | 人口 (人) | 人口密度 (人/km²) |
| 街庄名 | 面積 (km²) | 本籍      | 本籍      | 本籍      | 國籍      | 國籍      | 計        | 人口密度 (人/km²) |
| 街庄名 | 面積 (km²) | 臺灣      | 內地      | 朝鮮      | 中華民國  | 其他外國  | 計        | 人口密度 (人/km²) |
| ------ | ---------- | --------- | --------- | --------- | --------- | --------- | --------- | ----------------- |
| 恆春街 | 136.7630   | 16,106    | 668       | 15        | 289       | 0         | 17,078    | 125               |
| 車城庄 | 49.8517    | 8,271     | 122       | 0         | 73        | 0         | 8,466     | 170               |
| 滿州庄 | 142.2013   | 5,725     | 48        | 0         | 107       | 0         | 5,880     | 41                |
| 蕃地   | 181.8366   | 2,947     | 38        | 0         | 0         | 0         | 2,985     | 16                |
| 恆春郡 | 510.6526   | 33,049    | 876       | 15        | 469       | 0         | 34,409    | 67                |

## 後續發展
1945年3月重慶國民政府通過之台灣接管計劃綱要地方政制中，將恆春郡與潮州郡合併為恆春縣，為該地方政制的30個縣之一。 
1945年10月，因台灣省行政長官公署認為該政制不符實際，因此「台灣接管計劃地方政制」並未實施，僅將州廳－郡－街、庄改稱縣－區－鎮、鄉，恆春郡改制為恆春區。1950年，高雄縣轄恆春區、潮州區、東港區、屏東區與省轄之屏東市合併為屏東縣，並撤銷區署。